# Порт-Вашингтон-Норт (Нью-Йорк)
Порт-Вашингтон-Норт (англ. Port Washington North) — селище (англ. village) в США, в окрузі Нассау штату Нью-Йорк. Населення — 3160 осіб (2020).

## Географія
Порт-Вашингтон-Норт розташований за координатами 40°50′33″ пн. ш. 73°41′57″ зх. д. / 40.84250° пн. ш. 73.69917° зх. д. (40.842554, -73.699182).  За даними Бюро перепису населення США в 2010 році селище мало площу 1,28 км², з яких 1,24 км² — суходіл та 0,05 км² — водойми.

## Демографія
Згідно з переписом 2010 року, у селищі мешкали 3154 особи в 1298 домогосподарствах у складі 885 родин. Густота населення становила 2456 осіб/км².  Було 1395 помешкань (1086/км²).
Расовий склад населення:
| - 86,4 % — білих - 8,3 % — азіатів - 1,6 % — чорних або афроамериканців - 0,1 % — корінних американців - 2,1 % — осіб інших рас |

До двох чи більше рас належало 1,4 %. Частка іспаномовних становила 6,3 % від усіх жителів.
За віковим діапазоном населення розподілялося таким чином: 21,5 % — особи молодші 18 років, 52,4 % — особи у віці 18—64 років, 26,1 % — особи у віці 65 років та старші. Медіана віку мешканця становила 47,5 року. На 100 осіб жіночої статі у селищі припадало 91,0 чоловіків;  на 100 жінок у віці від 18 років та старших — 85,8 чоловіків також старших 18 років.
Середній дохід на одне домашнє господарство  становив 155 611 долар США (медіана — 106 902), а середній дохід на одну сім'ю — 200 472 долари (медіана — 152 829). Медіана доходів становила 127 383 долари для чоловіків та 57 656 доларів для жінок. За межею бідності перебувало 2,4 % осіб, у тому числі 0,0 % дітей у віці до 18 років та 3,4 % осіб у віці 65 років та старших.
Цивільне працевлаштоване населення становило 1408 осіб. Основні галузі зайнятості: освіта, охорона здоров'я та соціальна допомога — 27,0 %, науковці, спеціалісти, менеджери — 17,6 %, фінанси, страхування та нерухомість — 17,0 %.